# كوكو أنغرانا
كوكو أنغرانا هي بلدة في مقاطعة كيميتي في إقليم سيلا (أو دار سيلا) في جنوب شرق تشاد.
قبل عام 2008، كانت كوكو أنغرانا جزءًا من منطقة وداي.

## المواصلات
يخدم المدينة مطار كوكو أنغرانا.

## روابط خارجية
- خريطة القمر الصناعي في Maplandia